# Bogoslužni prostor bl. Ivana Merza u Zagrebu
Bogoslužni prostor bl. Ivana Merza je glavni pogloslužni prostor u Župi bl. Ivana Merza Zagreb – Špansko zato što župa nema svoju crkvu. Bogoslužni se prostor nalazi u zagrebačkom naselju Špansko. Izgradnja privremenog objekta bila je dovršena početkom 2024. Prostor je blagoslovio zagrebački nadbiskup Dražen Kutleša.

## Povijest župe
Ova je župa osnovana 2011. godine odvajanjem od župa Zagreb–Špansko-BDM Žalosna i Zagreb–Malešnica-Oranice. Prije izgradnje privremenog Bogoslužnog prostora bl. Ivana Merza duhovni život župe odvijao se u pastoralnom centru s kapelom bl. Ivana Merza u prizemlju stambene zgrade u Ulici Vlade Gotovca 9. Euharistija se nedjeljom i blagdanima do ožujka 2020. godine održavala u prostoru mjesne škole, a od svibnja 2020. godine održavala se na župnom zemljištu na raskrižju Zagrebačke ceste i Zagrebačke avenije tj. na mjestu gdje se sada postavljen privremeni bogoslužni prostor.

## Galerija
- Bogoslužni prostor